# 푸젠 독감

인플루엔자 바이러스 명명법의 다이어그램.

푸젠 독감(Fujian flu)은 H3N2 아형의 인플루엔자바이러스 A형의 푸젠 인플루엔자 또는 HTN1 아형의 인플루엔자바이러스 A형의 푸젠 조류 독감에 의해 발생하는 인플루엔자를 가리킨다. 이 독감의 명칭은 중화인민공화국의 성의 하나인 푸젠성의 이름을 본따서 지어졌다.
A/푸젠(H3N2) 인간 독감(A/Fujian/411/2002(H3N2)계 독감 바이러스에서 비롯)은 극심한 2003~2004년 독감 시즌을 일으켰다.
A/푸젠 (H5N1) 조류 독감은 표준 의학적 조치에 내구성이 있고 빠르게 확산하는 것으로 잘 알려져 있다. 이러한 유형의 H5N1 바이러스는 또한 HTN1 바이러스의 지속적인 진화를 나타내고 있으며 이러한 등장으로 정치적 논란을 불러일으켰다.

## 용어
이 독감을 가리키는 용어로 H5N1 버전의 경우 "푸젠계열"(Fujian-like), "푸젠 바이러스"(Fujian virus), 또 H3N2 버전의 경우 "푸젠계열"(Fujian-like)이라는 용어가 사용된다.
둘 다 인플루엔자 A형 바이러스를 가리키는 "푸젠 A형 독감"(Type A Fujian flu, A/Fujian flu)으로 규정되기도 한다.

## 같이 보기
- 인플루엔자 백신

### 추가 문헌
- Journal of Virology, June 2005, p. 6763-6771, Vol. 79, No. 11 보관됨 2011-09-28 - 웨이백 머신 article Improvement of Influenza A/Fujian/411/02 (H3N2) Virus Growth in Embryonated Chicken Eggs by Balancing the Hemagglutinin and Neuraminidase Activities, Using Reverse Genetics